# Armorial de Sainte-Suzanne
- il comporte peu ou pas de sources.
- certaines figures sont encore dans un format bitmap et doivent être vectorisées.
- certaines figures ne sont pas accompagnées de leur blasonnement.

Cette page donne les armoiries (figures et blasonnements) des familles ou des personnages qui ont marqué l'histoire de Sainte-Suzanne (Mayenne). 

Blason du Maine
Blason du département de la Mayenne
Blason de Sainte-Suzanne

## A-C
| Image | Nom de la famille ou du personnage et blasonnement |
| ----- | --- |
|       | Famille d'Albret |
|       | Famille d'Alençon. Détient la baronnie de Sainte-Suzanne de 1371 à 1527. Jean II était Compagnon de Jeanne d'Arc . |
|       | Famille de Beaumont. Détient la baronnie de Sainte-Suzanne du Xe siècle à 1253. d'or et de gueules de 8 pièces |
|       | Charles de Beauvau-Craon Propriétaire du château de Sainte-Suzanne de 1815 à 1822. D'argent à quatre lionceaux de gueules, couronnés, armé et lampassés d'or                                                           |
|       | Claude de Bouillé. Gouverneur de Sainte-Suzanne pendant les guerres de religion d'argent à la fasce de gueules frettée de sable, accompagnée de deux burelles de gueules                                               |
|       | Famille de Bourbon-Vendôme. Antoine de Bourbon, époux de Jeanne d'Albret, père de Henri IV de France, est le fils de Françoise d'Alençon et de Charles IV de Bourbon.                                                  |
|       | Famille de Beaumont-Brienne . Détient la baronnie de Sainte-Suzanne de 1253 à 1340. D'azur semé de fleurs de lys d'or, au lion du même, armé et lampassé de gueules, brochant sur le tout                              |
|       | Jean de Bueil. Jean IV de Bueil (° 1406 - † 1477), reprend Sainte-Suzanne aux Anglais en 1439 et, malgré une injonction du roi de rendre la cité à la famille d'Alençon, s'y installe et la conserve jusque vers 1447. |
|       | Famille de Champagne de Villaines. Détient Sainte-Suzanne de 1644 à 1732. |
|       | Famille de Choiseul-Praslin. Détient le château de 1732 à 1815. |
|       | Guillaume le Conquérant . Soutient le siège contre Sainte-Suzanne de 1083 à 1086 ; aïeul de Constance FitzRoy et de Roscelin de Beaumont-au-Maine.                                                                     |

## D-K
| Image | Nom de la famille ou du personnage et blasonnement |
| ----- | --- |
|       | Ange Hyacinthe Maxence, baron de Damas, Propriétaire du château de 1822 à 1855. |
|       | Famille de Feschal. Anne de Feschal est la mère d'Hubert de Champagne de Villaines, époux de Catherine-Françoise de la Varenne. de vair à la croix étroite de gueules                                                                                |
|       | Famille Fouquet de la Varenne Détient le Sainte-Suzanne de 1604 à 1644. de gueules au lévrier d'argent colleté de France |
|       | Famille de Froulay. Marie-Françoise de Froulay de Tessé, fille de René III de Froulay seigneur de Tessé, grand d'Espagne, maréchal de France, est l'épouse de Claude de la Varenne (° 1635 - † 1699) d'argent au sautoir de gueules engrelé de sable |
|       | Henri IV de France, Roi de France de 1589 à 1610, Baron de Sainte-Suzanne de 1572 à 1610. Sa première épouse Marguerite de France (1553-1615) dite "la Reine Margot" détient le château de 1594 à 1604.                                              |

## L-R
| Image | Nom de la famille ou du personnage et blasonnement |
| ----- | --- |
|       | Jean de Lancastre, duc de Bedford (° 1389 – † 1435), comte de Richmond[39], comte du Maine et duc d'Anjou sous la domination anglaise. Écartelé: au 1 d'azur à trois fleurs de lys d'or, au lambel de deux pendant chargé, sur chaque pendant, de trois mouchetures d'hermine de sable; au 2 de gueules à trois léopards d'or, armés et lampassés d'azur, au listel de trois pendants d'azur chargé, sur chaque pendant, de trois fleurs de lys d'or; au 3, de gueules, à trois léopards d'or, armés et lampassés d'azur; au 4 d'azur à trois fleurs de lys d'or |
|       | Famille de Loré (Cf. Ambroise de Loré, Sainte-Suzanne (Mayenne)). Ambroise de Loré, compagnon de Jeanne d'Arc , est Gouverneur de Sainte-Suzanne en 1422. Il est vaincu lors de l'attaque anglaise de 1425. d'hermine à trois quintefeuilles de gueules |
|       | Famille Luette ou de la Vallée . Michel Luette, militaire, était Gouverneur de Sainte-Suzanne en 1605. d’argent au lion de gueules, armé de sable et tenant dans sa gueule un rameau de laurier de sinople |
|       | Département de la Mayenne. Le Conseil général est propriétaire du château de Sainte-Suzanne depuis 1999. |
|       | Henri III de Navarre Baron de Sainte-Suzanne de 1572 à 1589. ' |
|       | Famille de Nevers Ermengarde de Nevers est l'épouse d'Hubert de Beaumont-au-Maine. |
|       | Duc de Mercœur. Le duc de Mercœur, (Philippe-Emmanuel de Lorraine) (° 1558 - † 1602) attaque Sainte-Suzanne en juin 1592. coupé et parti en 3, au premier fascé de gueules et d'argent, au second d'azur semé de lys d'or et au lambel de gueules, au troisième d'argent à la croix potencée d'or, cantonnée de quatre croisettes du même, au quatrième d'or aux quatre pals de gueules au cinquième parti d'azur semé de lys d'or et à la bourdure de gueules, au sixième d'azur au lion contourné d'or, armé, lampassé et couronné de gueules, au septième d'or au lion de sable armé et lampassé de gueules, au huitième d'azur semé de croisettes d'or et aux deux bar d'or. Sur le tout d'or à la bande de gueules chargé de trois alérions d'argent le tout brisé d'un lambel d'azur. |
|       | Urbain de Montmorency-Laval Boisdauphin (° 1557 - † 1629), gouverneur du Maine pour la Ligue, assiège Sainte-Suzanne (ville royale) en août 1589 D'or à la croix de gueule chargée de cinq coquilles d'argent, cantonnée de seize alérions d'azur, quatre dans chaque quartier |

## S-Z
| Image | Nom de la famille ou du personnage et blasonnement |
| ----- | --- |
|       | Commune de Sainte-Suzanne. Le Syndicat intercommunal et départemental pour le développement du tourisme, représenté par la commune de Sainte-Suzanne, est propriétaire du château de 1980 à 1999. écartelé, au 1er de France à la bordure de gueules chargée de 16 besants d'argent (famille d'Alençon), au 2e chevronné d'or et de gueules de 8 pièces (famille Hubert de Beaumont), au 3e d'hermines à 3 quintefeuilles de gueules (Ambroise de Loré), au 4e de gueules au lévrier d'argent colleté de France (famille Fouquet de la Varenne). |
|       | Thomas Montaigu, comte de Salisbury. Commande l'attaque anglaise contre Sainte-Suzanne en 1425 écartelé d'argent à 3 macles de gueules posées en fasce et d'or à l'aigle de sinople. |
|       | Famille Picot de Vaulogé. Propriétaire du château de Sainte-Suzanne de 1865 à 1969. |